# Ecnomiohyla rabborum
Ecnomiohyla rabborum ist eine mittelamerikanische Laubfrosch-Art aus der zurzeit elf Arten umfassenden Gattung Ecnomiohyla, die seit dem Jahr 2005 als eigenständig betrachtet wird. Die Spezies selbst wurde erst 2008 wissenschaftlich beschrieben und ist nur von einem punktuellen Areal in Panama bekannt. Im Englischen wird die Art Rabb’s Fringe-limbed Treefrog („Rabbs Fransenzehen-Laubfrosch“) genannt. Inzwischen gilt sie nach einem plötzlichen Bestandseinbruch vorläufig als verschollen. Da keine wildlebenden Populationen bekannt sind und das letzte Tier in Gefangenschaft am 26. September 2016 verendet ist, ist anzunehmen, dass die Art ausgestorben ist.

## Merkmale
Es handelt sich um einen vergleichsweise großen Laubfrosch mit Kopf-Rumpf-Längen von 6 bis 10 Zentimetern. Die Oberseite ist braun oder braun-grün marmoriert gefärbt, wobei die Haut eine körnig-granulierte Textur hat. Hautverknöcherungen an Rücken oder Kopf sind im Gegensatz zu bestimmten anderen Ecnomiohyla-Arten nicht vorhanden. Die Finger und Zehen sind auffallend groß, abgeflacht und mit ebensolchen Haftscheiben an den Enden versehen. Die Schwimmhäute dazwischen sind gut ausgeprägt und reichen vorne bis zum Haftscheibenansatz jeweils eines Fingers, an den Füßen ist dies bei jeweils zwei Zehen der Fall. Die Männchen weisen verhornte Hautpartien mit schwarzen Stacheln auf, unter anderem trifft dies auf die Brunstschwielen zu.

## Vorkommen und Lebensweise
Die Art wurde nur in der Nähe der Stadt El Valle de Antón im Bergnebelwald Zentral-Panamas auf Höhen zwischen 900 und 1150 Metern über Meereshöhe gefunden und kommt dort vermutlich endemisch vor. Sie wurde lediglich an drei oder vier Stellen innerhalb desselben Gebietes nachgewiesen.
Diese Laubfrösche sind vor allem nachtaktiv. Mit Hilfe ihrer enorm großen Extremitäten, die mit bis zu den Zehenspitzen reichenden Spannhäuten ausgestattet sind, können sich die Tiere von Bäumen aus im Gleitflug zu Boden bewegen – ähnlich wie manche asiatischen Flugfrösche (Rhacophorus). Die Männchen rufen das ganze Jahr über; Höhepunkt der Fortpflanzungsperiode scheint aber der Beginn der Regenzeit zwischen Mitte März und Mai zu sein. Bemerkenswert ist auch das Brutpflegeverhalten der Männchen. Offenbar besetzen sie Reviere und schützen die in wassergefüllten Baumhöhlungen liegenden Laichplätze. Zuvor wurde der Laich in Portionen von 60 bis 200 Eiern direkt oberhalb der Wasserlinie abgesetzt. Die Weibchen entfernen sich danach rasch. Die Männchen dagegen bewachen das Gelege nicht nur, sondern scheinen zudem die Kaulquappen zu füttern, indem sie sich in die Wasseransammlung hineinsetzen und den Nachwuchs an abgesonderten Hautpartikeln fressen lassen.

## Gefährdung
Ein Jahr nach den ersten Feldbeobachtungen der Art im Jahr 2005 wurde festgestellt, dass neuerdings die für Amphibien meist tödlich verlaufende Pilzerkrankung Chytridiomykose im Verbreitungsgebiet von Ecnomiohyla rabborum auftrat. Trotz intensiver Suche konnten danach nur noch einmal im Dezember 2007 die Rufe eines einzelnen Männchens gehört werden. Es wird deshalb inzwischen von einem drastischen Einbruch der Population ausgegangen oder sogar ihr völliges Erlöschen befürchtet. Zusätzlich werden Habitatveränderungen erwähnt, wie das Abholzen von Waldflächen für Luxus-Ferienhäuser.
In der Roten Liste gefährdeter Arten der Weltnaturschutzunion wird Ecnomiohyla rabborum bis auf Weiteres als critically endangered („vom Aussterben bedroht“) eingestuft.
Das letzte lebende Exemplar, Toughie, wurde im Botanischen Garten von Atlanta gepflegt.

## Wahrscheinliches Aussterben
Am 28. September 2016 gab der Botanische Garten von Atlanta auf seiner Facebook-Seite bekannt, dass das dort gepflegte Exemplar am 28. September verstorben ist. Die Meldung wurde auch von Scientific American bestätigt. Mit dem Tod des letzten bekannten Individuums ist die Art mit größter Sicherheit als ausgestorben anzusehen.

## Weiterführende Literatur
J. R. Mendelson, III, J. M. Savage, E. Griffith, H. Ross, B. Kubicki & R. Gagliardo: A spectacular new gliding species of Ecnomiohyla (Anura: Hylidae) from Central Panama. Journal of Herpetology, 42, S. 750–759, 2008